# Ань Кай
Ань Кай (кит. трад. 安凱, англ. An Kai род. 20 ноября 1995 года в Цзинане провинции Шаньдун) — китайский шорт-трекист.

## Биография
Ань Кай начал кататься на роликовых коньках в Цзинане в возрасте 12 лет. В 2009 году в Циндао открыли каток и он в возрасте 15 лет, в 2011 году переключился на шорт-трек.
В феврале 2016 года дебютировал на Кубке мира и занял 6-е место в беге на 1500 м на этапе в Дордрехте, а в сентябре на 1-м этапе Национальной лиги в Харбине он занял 2-е место на дистанции 1000 метров. В ноябре на Кубке мира в Калгари поднялся на 5-е место в беге на 1500 м. 18 ноября 2018 года на 2-м этапе элитной лиги Кубка Китая он выиграл на дистанции 1000 метров. В декабре на этапе в Циндао элитной лиги «Кубок Китая» Ан Кай из команды "Hebei Sports Bureau" выиграл золото в беге на 1500 м и бронзу в эстафете на Кубке мира в Алматы.
В январе 2019 года на 4-м этапе элитной лиги в Пекине в составе мужской команды выиграл в эстафете. В марте Ань Кай выиграл золотую медаль на дистанции 1500 м на зимней Универсиаде в Красноярске  и занял 5-е место в беге на 1000 м. На Кубке мира Монреале, в ноябре, занял 2-е место в беге на 1500 м, в декабре в Нагое вместе с товарищами выиграл в эстафете и занял 3-е место на дистанции 1500 м в Шанхае.
На чемпионате четырех континентов в январе 2020 года на дистанции 3000 м выиграл бронзовую медаль. Следом на 6-м этапе Кубка мира в Дордрехте вместе с командой занял 3-е место в эстафете. В марте из-за пандемии коронавируса все соревнования были отменены на неограниченный срок. На Кубке мира сезона 2021/22 годов Ань занял 3-е место в беге на 1500 м в Пекине, а в декабре на этапе в Дордрехте занял 3-е место в смешанной эстафете. 
С 13 по 15 января Ань Кай победил на дистанциях 1500 м, 500 м и 1000 м, выиграв шесть золотых медалей на двух отборочных турнирах, но его победные результаты не соответствовали стандартам, согласно правилам, он не мог получить очки матч-пойнта. Он поехал на Олимпиаду в качестве запасного участника. 

## Награды
- 26 апреля 2010 год - присвоено звание «Спортсмен международного класса» Государственным главным управлением спорта